# Ed Viesturs
Edmund Viesturs (Fort Wayne, Indiana, 22 de junio de 1959) es uno de los principales montañistas de grandes alturas del mundo. Es el primer estadounidense, y 12º en el ranking mundial en alcanzar las 14 montañas de más de 8000 metros, conocidas como ochomiles. Todas las cumbres fueron alcanzadas sin equipo de oxígeno, siendo la sexta persona en lograrlo. Viesturs también ha alcanzado el monte Everest siete veces, un logro que, exceptuando a sherpas, solo han logrado Peter Athans y Dave Hahn.
Nacido en Fort Wayne (Indiana), y tras crecer en Rockford, Illinois, Viesturs se mudó a Seattle, Washington en 1977 para asistir a la Universidad de Washington. Comenzó la carrera de montañista en el monte Rainier. 
Viesturs estuvo en el equipo de IMAX durante el desastre del Everest de 1996. Viesturs fue la estrella del film Everest de IMAX. La filmación fue retrasada por el golpe de una tormenta de nieve y el grupo de IMAX pospuso la filmación de la ayuda.
Su interés por el Himalaya comenzó en la universidad leyendo el relato de Maurice Herzog del primer ascenso al Annapurna. 
Luego del ascenso al Kanchenjunga in 1989, al Monte Everest en 1990, y al K2 en 1992, Viesturs fue habilitado a convertirse en un guía de montaña internacional y obtener patrocinador de alpinismo de tiempo completo.
Viesturs escaló en compañía de Veikka Gustafsson.
Participó del filme Límite vertical.

## Lista de sus mayores ascensos
- 1987 - Everest
- 1989 - Kanchenjunga
- 1990 - Everest
- 1991 - Everest
- 1992 - K2 - con Scott Fischer
- 1993 - Everest - lo intentó, pero no llegó a la cima
- 1994 - Everest – Guio la expedición comercial de Rob Hall
- 1994 - Lhotse
- 1994 - Cho Oyu
- 1995 - Makalu
- 1995 - Gasherbrum II
- 1995 - Gasherbrum I
- 1996 - Everest – formó parte de la expedición de IMAX de David Breashears, sin suplemento de oxígeno
- 1997 - Everest – Expedición PBS Nova
- 1997 - Broad Peak
- 1999 - Manaslu
- 1999 - Dhaulagiri
- 2000 - Shishapangma
- 2000 - Annapurna - lo intentó, pero no llegó a la cima
- 2001 - Nanga Parbat - lo intentó, pero no llegó a la cima
- 2002 - Annapurna - lo intentó, pero no llegó a la cima
- 2003 - Nanga Parbat, Broad Peak
- 2004 - Everest – Formó parte de una expedición para el film acerca del desastre del Everest de 1996, dirigido por Stephen Daldry
- 2005 - Cho Oyu – lo intentó, pero no llegó a la cima en su esfuerzo para salvar a su amigo Jimmy Chin (experto fotógrafo alpinista) de un edema cerebral
- 2005 - Annapurna
- 2009 - Everest por séptima vez